# Dzień Polonii i Polaków za Granicą
Dzień Polonii i Polaków za Granicą – polskie święto obchodzone 2 maja od 2002, ustanowione przez Sejm Rzeczypospolitej Polskiej, z inicjatywy Senatu RP – w dowód uznania wielowiekowego dorobku i wkładu Polonii i Polaków za granicą w odzyskanie przez Polskę niepodległości, wierność i przywiązanie do polskości oraz pomoc Krajowi w najtrudniejszych momentach.
Tego samego dnia obchodzony jest Dzień Flagi Rzeczypospolitej Polskiej.
Dzień 2 maja nie jest dniem wolnym od pracy.